# Bela od Saint-Omera
Bela od Saint-Omera (mađarski: Béla) (umro 1258.) bio je francuski vitez te lord dijela grada Tebe u Grčkoj (1240. – 1258.). Bio je potomak plemićke obitelji iz Fauquemberguesa.
Roditelji su mu bili plemić Nikola I. od Saint-Omera i njegova supruga, kraljevna Margareta Arpadović, kći kralja Mađarske i Hrvatske Bele III., po kojem je Bela nazvan. Nikola i Margareta su se navodno vjenčali nakon 1217.
Bela je bio najstarije dijete svojih roditelja; njegov brat je bio plemić Vilim od Saint-Omera.
1240. Bela je oženio grčku plemkinju Bonne de la Roche, čiji je brat bio vojvoda Atene Guy I. Bela je postao lord dijela Tebe.
Ovo su djeca Bele i Bonne:
- Nikola II. od Saint-Omera, lord Tebe
- Oton od Saint-Omera
- Ivan od Saint-Omera, barun i maršal